# Трайко Хаджибожков
Трайко Хаджибожков (изписване до 1945 година: Трайко хаджи Божковъ, на сръбски: Трајко Хаџи Бошковић) е македонски сърбоманин, търговец и индустриалец, сенатор в Кралство Югославия.

## Биография
Роден е на 17 май 1870 година в град Скопие, тогава в Османската империя. В Скопие завършва основно образование и шест класа гимназия, след което започва да се занимава с търговия. След смъртта на баща си заедно с брат си Коста поема изцяло семейния бизнес. След войните е избран за член на комитета на община Скопие. В 1932 година е избран за сенатор. В 1935 година, след изтичането на мандата му, се връща към търговията.
Умира на 24 февруари 1939 година в Белград.